# 梅林根
梅林根（德語：Mellingen，發音：[ˈmɛlɪŋən]）是瑞士阿尔高州的一个市镇，总面积4.86平方千米，2018年12月31日总人口为5,633人。